# 8855 Miwa
8855 Miwa eller 1991 JL är en asteroid i huvudbältet som upptäcktes den 3 maj 1991 av de japanska astronomerna Satoru Otomo och Osamu Muramatsu i Kiyosato. Den är uppkallad efter Miwa Saito.